# پاروناک فروخان
پاروناک فروخان (ارمنی: Բարունակ Ֆէրուխան) یک نوازنده ویولون سرشناس و کارمند وزارت دارایی اهل ترکیه بود که در جریان نسل‌کشی ارمنی‌ها توسط حکومت ترکان جوان عثمانی کشته شد.

## زندگی‌نامه
وی ارمنی‌تبار بود و در کنستانتینوپل به دنیا آمد. در جریان نسل‌کشی ارمنی‌ها وی متعلق به دومین کاروانی بود که چانقری را در تاریخ ۱۹ اوت ترک کرد و تنها دو تن از این کاروان نجات یافتند و در بین روزهای ۲۰–۲۴ اوت وی در آنکارا زندانی بود و در مسیر یوزغاد کشته شد